# Kardinal Offishall
Джейсон Дрю Харроу (англ. Jason Drew Harrow; род. 11 мая 1976 года, Торонто, Онтарио, Канада), более известный как Kardinal Offishall — канадский рэпер и музыкальный продюсер. Его часто называют «послом хип-хопа в Канаде». В 2000-х годах он считался одним из самых выдающихся хип-хоп продюсеров страны и отличался своим стилем хип-хопа, вдохновлённым регги и дэнсхоллом.

## Биография
Харроу родился в районе Скарборо в Торонто, Онтарио, и воспитывался родителями-иммигрантами с Ямайки. С 2 до 13 лет он жил в городском районе Флемингдон-Парк. После вернулся в Скарборо на два года, прежде чем окончательно обосноваться в Оквуд-Вогане, в западной части города. В старших классах он устраивал вечеринки в общественном центре Александра-Парк. Также являлся студентом Йоркского университета (факультет философии), но не получил диплом.
Он начал читать рэп в восемь лет и к 12 годам уже побеждал на соревнованиях. В 14 лет он впервые выступил вживую на сцене в присутствии Нельсона Манделы во время первого визита Манделы в Торонто после его освобождения из тюрьмы в начале того же года (1990). К 1993 году он решил сменить псевдоним «KoolAde» на «Kardinal Offishall», вдохновившись великим французским политиком XVII века кардиналом Ришельё. В том же году Offishall стал соучредителем Circle, коллектива артистов, в который входили Choclair, Jully Black, Solitair, Тара Чейз и Saukrates. В 1994 году он впервые появился в записи на сингле Saukrates «Still Caught Up».

## Личная жизнь

### Семья
В июле 2016 года Kardinal Offishall объявил о рождении своего третьего ребёнка, дочери.

### Филантропия
Будучи филантропом, Харроу с 2000 года проводит благотворительную рождественскую вечеринку KARDI, на которой собираются средства для общественных инициатив и проектов. Он является одним из основателей некоммерческой организации Advance, объединяющей представителей музыкального бизнеса. Во время работы в Universal Music Canada он основал коалицию B.L.A.C.K. (Businesses Levelling Access to Change and Knowledge), которая обеспечивает финансирование различных благотворительных организаций.

## Альбомы

### Студийные альбомы
- Eye & I (1997)
- Quest for Fire: Firestarter, Vol. 1 (2001)
- Fire and Glory (2005)
- Not 4 Sale (2008)
- Kardi Gras, Vol. 1: The Clash (2015)

### Совместные альбомы
- A.M.T.R.I.M. с Nottz (2012)